# ジョセフ・ボアカイ
ジョセフ・ニュマ・ボアカイ（英語: Joseph Nyumah Boakai, 1944年11月30日 - ）は、リベリアの政治家。現在、同国大統領（第26代）。サミュエル・ドウ政権下で農業大臣を、エレン・ジョンソン・サーリーフ政権下で同国副大統領を歴任。2023年の大統領選挙でジョージ・ウェアと対決し、11月17日に僅差で大統領に当選した。

## 経歴
ロファ郡フォヤ地区のウォーソンガという農村で、キッシ族の家庭で生まれ育つ。政界進出を果たす前はプロテスタントの一派であるバプテスト教会の執事であった。
1972年に経営学の学士号を取得し、リベリア大学を卒業。卒業後は国営企業の常駐マネージャーを5年程務めた。1983年から1985年までドウ政権下での農業大臣を務め、アフリカ稲センターの最高責任者を兼任している慈善活動に関心のあったボアカイは、故郷であるロファ郡の道路建設の現場監督を担い、資金援助も行った。
1992年には、リベリア石油精製会社（LPRC）の常務へ就任後、世界銀行ワシントン本部の専属コンサルタントとして勤務。リベリア木材管理公社とリベリア石油精製会社の取締役会長まで昇り詰めた。2006年に副大統領へ就任後、上院議長としての職務の傍、農業政策に関する主任技術顧問を務めている。
2017年の大統領選挙ではエレン・ジョンソン・サーリーフ大統領（当時）の支持の下、選挙を優位に進めた。10月10日の大統領選挙第1回目投票では得票率28%で2位となり、12月26日の決選投票では61.5%対38%でジョージ・ウェアに敗れた。大統領選挙敗北後はロファ郡に感謝の意を表して、地元を訪問した。
2023年の大統領選挙では国家選挙委員会の発表で49.36%対50.64％の僅差で大統領当選が確定し、ナイジェリアのボラ・ティヌブ大統領やアメリカ政府が祝意を表明した。